# Deer Tick
Deer Tick (zu deutsch: Hirschzecke) ist eine US-amerikanische Indie-Folk-Band aus Providence, Rhode Island um den Singer-Songwriter John McCauley (* 14. Juni 1986), die im Dezember 2004 zunächst als Solo-Projekt McCauleys entstand. Die Musik seiner Band enthält Folk-, Americana- und Blues-Elemente und wird durch die raue Gesangsstimme McCauleys geprägt.

## Geschichte
Nach Mitwirkung in verschiedenen Schülerbands und ersten Soloauftritten während seiner Highschool-Zeit in Providence, Rhode Island, begab sich der spätere Begründer von Deer Tick, John McCauley III, nach seinem Schulabschluss 2004 zunächst allein auf eine fast einjährige Reise durch die USA, während der er regelmäßig als Sänger auftrat, lediglich begleitet durch sein eigenes Gitarrenspiel. Noch zu Schulzeiten hatte er dazu eigene Lieder geschrieben, die, nach McCauleys Aussage, durch seine Erfahrungen als „hochgradig depressiver Teenager“ inspiriert worden waren.
Als frühe musikalische Einflüsse nennt McCauley vor allem Hank Williams und Ritchie Valens, jedoch auch Roy Orbison, Townes Van Zandt und Tom Petty.
Nach seiner Rückkehr nach Providence nahm McCauley in den nächsten zwei Jahren, mit wechselnden Begleitmusikern, verschiedene Demos und Platten in Eigenregie in seinem Appartement bzw. im Wohnzimmer seiner Eltern auf; darunter eine gemeinsame CD mit dem Bassisten Nat Baldwin der Jazz-Band Lavender, die beim lokalen Label Tabel Tapes veröffentlicht wurde.
Das Debütalbum War Elephant, bei dessen Aufnahme McCauley bei einigen Songs alle Instrumente selbst spielte und dessen Material er größtenteils bereits im Alter von 17 Jahren geschrieben hatte, erschien zunächst im September 2007 beim Indie-Label FEOW! Records der Songwriterin Jana Hunter, das jedoch kurz darauf, im Januar 2008, Konkurs anmelden musste. Das Album erhielt zunächst gute Kritiken, da jedoch die Probleme des Labels dazu führten, dass bald keine CDs nachgepresst werden konnten, kam es zu der für die Band unglücklichen Situation, dass sie auf der Tournee, die eigentlich ihr Album bewerben sollte, nicht in der Lage waren, das Album auch den Fans anzubieten. Schließlich kam Deer Tick im Laufe des Jahres 2008 beim Label Partisan Records unter, das War Elephant am 11. November 2008 wiederveröffentlichte.
Das zweite Album Born on Flag Day aus dem Juni 2009 wurde mit einer neuen Bandbesetzung – bestehend aus Bassist Christopher Ryan, Schlagzeuger Dennis Ryan und Gitarrist Andrew Tobiassen – aufgenommen und platzierte sich in den amerikanischen Billboard-Charts auf Platz 17 in der Kategorie Top Heatseekers und auf Platz 44 der Top Independent Albums. Nach Aufnahme des Albums stieß Gitarrist Ian O’Neil von der New Jerseyer Band Titus Andronicus zur Band hinzu und ersetzte Andrew Tobiassen.
Zusätzliche Aufmerksamkeit zog die Band in dieser Zeit auch durch ihren Auftritt in der Erstausgabe von Brian Williams’ Internet-Musiksendung BriTunes für NBC auf sich.
Die EP More Fuel for the Fire vom Januar 2010 hatte stärkere Alternative-Country-Bezüge als die früheren CDs. Im Juni 2010 wurde das dritte Album The Black Dirt Sessions veröffentlicht; im August trat die Band beim Lollapalooza-Festival 2010 auf. Es wurde danach etwas ruhiger um die Band. 2012 veröffentlichte sie die Extended Play Tim.
Am 30. Juli 2013 veröffentlichte die Band The Dream’s in the Ditch als Vorbote eines neuen Albums. Der Song war ein Überbleibsel aus einer Songwriting-Session für das Sideproject Dirt Naps. Am 24. September 2013 veröffentlichte die Band schließlich ihr fünftes Album Negativity. Produziert von Steve Berlin hatte es einen wesentlich glatteren Sound als seine Vorgänger. John McCauley hatte mit In Our Time ein Duett mit Vanessa Carlton.
Im Dezember 2013 heiratete John McCauley Carlton. Die Hochzeit leitete Fleetwood-Mac-Sängerin Stevie Nicks.
Die Band tourte bereits mit Jenny Lewis und Neko Case und hat sich einen Ruf als wilde Live-Band erworben, die während ihrer Konzerte häufig mit dem Publikum interagiert. Im August 2009 in New York verlobte sich McCauley während eines Konzerts seiner Band auf der Bühne mit Nikki Darlin, der Ukulele-Spielerin der Band Those Darlins. 2009 trat die Band unter anderem beim Austin City Limits Music Festival und beim South-by-Southwest-Festival auf und absolvierte ihre erste Europa-Tournee mit 15 Konzerten, u. a. in Spanien, den Niederlanden und Großbritannien.

## Diskografie

### Alben
- 2007: War Elephant (FEOW! Records, 2008 Partisan Records)
- 2009: Born on Flag Day (Partisan Records)
- 2010: The Black Dirt Sessions (Partisan Records)
- 2011: Divine Providence (Partisan Records)
- 2013: Negativity (Partisan Records)
- 2017: Vol. 1 (Partisan Records)
- 2017: Vol. 2 (Partisan Records)
- 2019: Mayonnaise (Partisan Records)

### EPs und Split-Veröffentlichungen
- 2006: Nat Baldwin/Deertick Split (Split-MC, Tabel Tapes)
- 2009: La Bamba/Shallow Water (Split-7’’ mit The Shivers, Natrix Natrix Records)
- 2009: More Fuel for the Fire (Download-EP, Partisan Records)
- 2010: Water Friends For? (Split-7’’ mit Jonny Corndawg, Partisan Records)
- 2010: Twenty Miles (Promo-CDr, Fargo Records)
- 2010: The Great Smoke Off (7’’, Partisan Records)
- 2012: Tim EP (CD/EP, Partisan Records)
- 2013: The Rock (CDr, Partisan Records)
- 2013: Songs for Slim (Split-7’’ mit John Doe, Scott Lucas & Vanessa Carlton, New West Records)
- 2013: Daytrotter Presents No. 11 (Split-LP mit Guards, Daytrotter)
- 2014: Eel Brown (7’’, Partisan Records)

### Demos
- 2006: Greatest Hits (CD-R)